# Lopen tot de zon komt
Lopen tot de zon komt is een nummer van het Nederlandse cabaret- en zangduo Acda en De Munnik. Het nummer werd uitgebracht op hun debuutalbum Acda en De Munnik uit 1997.
"Lopen tot de zon komt" is in feite een solo-opname van Paul de Munnik, die de tekst zingt en piano speelt, terwijl er een aantal strijkers meespelen. Het nummer gaat tekstueel over een man die zijn ex-vrouw voor de laatste keer wilde zien. Nadat ze hem verlaten heeft, komt de hoofdpersoon haar jaren later nog een keer opzoeken om te weten of zij gelukkiger is met haar nieuwe man.
Het nummer debuteerde in het theaterprogramma Zwerf' on, waarvan de opnames verschenen als bonus-cd bij het debuutalbum van het duo. Daarnaast kwam het nummer voor op de verzamelalbums Op voorraad, Trilogie en Adem. Ondanks dat het nummer nooit op single is verschenen, heeft het in de loop der jaren aan populariteit gewonnen en staat het sinds 2007 jaarlijks in de Radio 2 Top 2000.

## NPO Radio 2 Top 2000
| Nummer met noteringen in de NPO Radio 2 Top 2000 | '07 | '08  | '09 | '10 | '11 | '12 | '13 | '14 | '15 | '16 | '17 | '18 | '19 | '20 | '21 | '22 | '23 | '24 |
| ------------------------------------------------ | --- | ---- | --- | --- | --- | --- | --- | --- | --- | --- | --- | --- | --- | --- | --- | --- | --- | --- |
| Lopen tot de zon komt                            | 184 | 1050 | 334 | 312 | 280 | 310 | 254 | 307 | 272 | 274 | 336 | 405 | 390 | 392 | 447 | 485 | 389 | 288 |

1. ↑  Een vetgedrukt getal geeft de hoogste notering aan.
2. ↑  2007 was het eerste jaar met een notering voor dit nummer.